# Gara Sfântu Gheorghe
Gara Sfântu Gheorghe este o gară care deservește municipiul Sfântu Gheorghe, România.